# 이도종
강하왕 이도종(江夏王 李道宗, 600년 ~ 653년)은 당나라 초기의 제후왕이다. 자는 승범(承范). 임성군(任城君), 강하왕으로 봉군되었다. 당 고조의 사촌인 동평왕 소(東平王韶)의 아들로 고조의 당질(5촌조카)이다. 조부는 고조의 사촌인 필왕 장(畢王璋)이다. 태종이 두건덕(竇建德)을 토벌할 때 종군하였으며 왕세충(王世忠)을 정벌하는데도 혁혁한 공을 세웠다.
무덕 5년, 영주총관(靈州總官)으로 임명되어 돌궐을 격파하였고 정관 3년 이정(李靖)과 함께 돌궐을 무찌르고 힐라가한을 체포하였다. 정관 19년 그가 예부상서로 있었을 때 태종이 고구려를 멸망시키기 위해서 군대를 일으키자 종군하여 장군 이적(李積)의 군세와 함께 개모성(蓋牟城)을 공략하였으며 안시성(安市城)을 공략할 때 토산을 쌓을것을 진언하기도 하였다. 당 고종 때, 653년, 방현령의 아들과 모반에 연류돼 있다는 이유로 장손무기와 저수량의 무고로 유배를 가던 중 죽었다.

## 이도종이 등장한 작품
- 《연개소문》(SBS, 2006년~2007년, 배우 : 전진기)
- 《대조영》(KBS, 2006년~2007년, 배우 : 정재곤)

## 같이 보기
- 고구려-당 전쟁